# Cristo deposto
Il Cristo deposto è una scultura in marmo di Jacopino da Tradate, databile al 1420-1430 e conservata nella chiesa di San Francesco a Casalmaggiore, in provincia di Cremona.

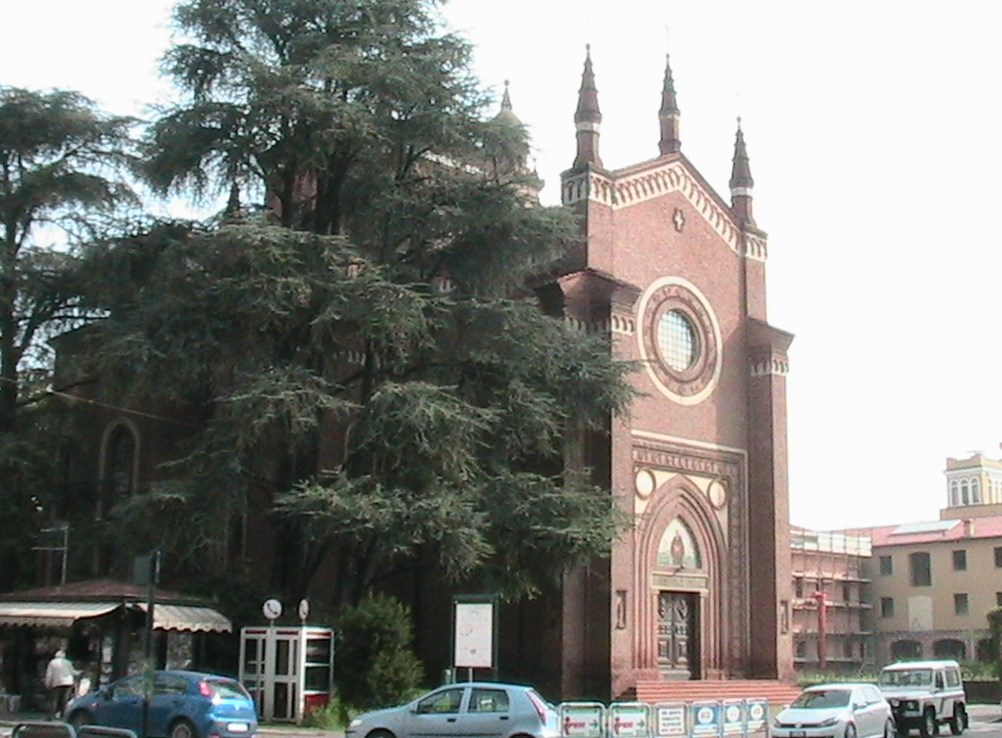
Casalmaggiore, chiesa di San Francesco

## Storia e descrizione
L'opera, Cristo ad altezza naturale disteso su un lenzuolo, attribuita al maestro del gotico lombardo, venne scolpita nella prima metà del Quattrocento. Alcuni studiosi hanno ritrovato alcune assonanze stilistiche con la Statua di Martino V, dello stesso autore, collocata nel Duomo di Milano.
Sull'opera aleggia il mistero che sia stata recuperata nei secoli scorsi nell'alveo del fiume Po.
La scultura era presente alla mostra L’arte a Milano dai Visconti agli Sforza, tenutasi nel 2015 a Milano a Palazzo Reale in occasione di Expo.